# Limnadia lenticularis
Espèce
Limnadia lenticularis est une espèce de Spinicaudata (crevette palourde) qui vit dans les eaux temporaires en Europe et aux États-Unis.

## Biogéographie
L'espèce est présente aux États-Unis et en Europe (France, Allemagne, Autriche, Norvège et Suède). En France il n'existe plus qu'une seule station au nord de l'Alsace. Elle était autrefois rencontrée en forêt de Fontainebleau et aux environs de Strasbourg.

## Description
L'espèce a l'allure d'une grosse daphnie (appelée « Daphnia Gigas » lors de sa première découverte). Le corps est comprimé latéralement, entouré d'une carapace où les lignes de croissance sont visibles. Les yeux sont soudés, donnant une allure caractéristique de cyclope. C'est une espèce relativement grande pour un  Spinicaudata, 17 mm de longueur pour 12 mm de haut.

## Écologie
Limnadia lenticularis affectionne les milieux riches en végétation, essentiellement les prairies inondées par les crues issues de la fonte des neiges le long des fleuves. En Italie on peut également la trouver dans les rizières. Dans la forêt de Fontainebleau elle vivait dans les mares temporaires des platières en compagnie de Triops cancriformis et Tanymastix stagnalis.
Comme pour tous les grands branchiopodes, le milieu n'est en eau que temporairement, de quelques semaines à quelques mois. Cette alternance de périodes sèches et inondées est nécessaire à l'éclosion des œufs ou cystes.
L'espèce supporte une large plage de températures, elle peut être trouvée d'avril à décembre.

## Reproduction
Les individus sont essentiellement des femelles. En Europe, on a longtemps cur que l'espèce était parthénogénétique, mais lors d'une étude faunistique des conchostracés autrichiens, il s'est avéré que quatre des 364 spécimens de L. lenticularis échantillonnés étaient des mâles  ce qui constitue un des rares cas d'androdiosme (en) dans le règne animal. En l'absence de mâles, la reproduction est hermaphrodite . La maturité sexuelle est atteinte très rapidement, entre 4 et 11 jours. Les œufs, en forme de coquillage, sont transportés dans le dos sous la carapace. Ils tombent au fond de l'eau à chaque mue.